# Kenta Kawai
Kenta Kawai (川井 健太 Kawai Kenta?, nacido el 7 de junio de 1981 en Ehime) es un exfutbolista japonés. Jugaba de delantero y su último club fue el Ehime FC de Japón.

## Trayectoria

### Clubes
| Club     | País  | Año         |
| -------- | ----- | ----------- |
| Ehime FC | Japón | 2004 - 2006 |